# Mahmoud Nedim Pacha
Mahmoud Nedim Pacha, né vers 1818 à Bagdad et mort le 14 mai 1883 à Constantinople, est un homme d'État ottoman. Il est grand vizir du sultan Abdülaziz de 1871 à 1872 et de 1875 à 1876.

## Biographie
Fils de Nejib Pacha, ancien gouverneur de Bagdad, Mahmoud Nedim Pacha descend d'une lignée de gouverneurs et de ministres. Après avoir occupé divers postes subalternes à la Sublime Porte, il devient successivement sous-secrétaire d'État aux Affaires étrangères, puis gouverneur général de Syrie et de Smyrne, ministre du Commerce, et gouverneur général de Tripoli. Puis, il est nommé ministre de la Justice et de la Marine en 1869, avant de devenir grand vizir en 1871. Sa politique conservatrice et son hostilité aux réformes permettent au sultan Abdülaziz de devenir un monarque absolu tout en interrompant le processus du Tanzimat. Son premier mandat de grand vizir prend fin en 1872 après des manifestations d'étudiants en théologie à Constantinople, et après que le réformateur Midhat Pacha s'est personnellement opposé à sa politique auprès du sultan. Redevenu grand vizir en 1875, Mehmed Nedim Pacha suit pour toutes ses décisions la ligne de l'ambassadeur russe Ignatiev. Par conséquent, le grand vizir devient impopulaire après qu'une rébellion a éclaté en Bulgarie sous l'influence des Russes et que sa réaction s'est fait attendre, par égard pour Ignatiev. Menacé de mort, il est démis de ses fonctions par le sultan pour calmer l'opinion publique. Il est remplacé par Muterdjim Mehmed Rouchdi Pacha, qui nomme l'ennemi acharné de Mahmoud Nedim, Midhat Pacha, au ministère, ce qui, pour Ignatiev, constitue un échec.